# Wydział Kultury Fizycznej i Zdrowia Uniwersytetu Szczecińskiego
Wydział Kultury Fizycznej i Zdrowia Uniwersytetu Szczecińskiego – jeden z siedmiu wydziałów Uniwersytetu Szczecińskiego.

## Historia
Wydział powstał w roku 2011. Do 1 października 2019 r. jego nazwa brzmiała Wydział Kultury Fizycznej i Promocji Zdrowia Uniwersytetu Szczecińskiego.

## Kierunki kształcenia
Dostępne kierunki:
- Diagnostyka sportowa (studia I i II stopnia)
- Wychowanie fizyczne (studia I i II stopnia)
- Zdrowie publiczne (studia I i II stopnia)

## Poczet dziekanów
1. dr hab. Jerzy Eider (2011–2019)
2. dr hab. Marta Stępień-Słodkowska (od 2019)

## Władze wydziału
W kadencji 2020–2024:
| Stanowisko                 | Imię i nazwisko                  |
| -------------------------- | -------------------------------- |
| Dziekan                    | dr hab. Marta Stępień-Słodkowska |
| Prodziekan ds. Studenckich | dr Elżbieta Sieńko-Awierianów    |

## Instytuty współpracujące

### Instytut Nauk o Kulturze Fizycznej
Dyrektor: dr hab. Marek Sawczuk
- Zespół badawczy: Biologiczne aspekty aktywności sportowej
- Zespół badawczy: Rola aktywności fizycznej w profilaktyce zdrowotnej
- Zespół badawczy: Ruch człowieka w aspekcie zdrowia i sprawności fizycznej
- Zespół badawczy: Biologiczny monitoring sprawności fizycznej w wychowaniu fizycznym i sporcie
- Zespół badawczy: Biologiczne czynniki warunkujące zdrowie i aktywność fizyczną
- Zespół badawczy: Historyczno-społeczne uwarunkowania aktywności fizycznej i sportu na świece i w Polsce
- Zespół badawczy: Laboratorium kinezjologii CBSFC